# فرانسوا ريتشارد
فرانسوا ريتشارد (بالفرنسية: François Richard)‏ هو ملحن فرنسي، ولد في 1580، وتوفي في 22 أكتوبر 1650.

## وصلات خارجية
- فرانسوا ريتشارد على موقع ميوزك برينز (الإنجليزية)
- فرانسوا ريتشارد على موقع أول ميوزيك (الإنجليزية)
- فرانسوا ريتشارد على موقع ديسكوغز (الإنجليزية)